# 諾西夫齊 (特諾皮爾州)
49°43′43″N 25°23′9″E / 49.72861°N 25.38583°E
諾西夫齊（羅馬化：Nosivtsi）是烏克蘭的村落，位於該國西部捷爾諾波爾州，由捷爾諾波爾區負責管轄，處於洛普尚卡河畔，始建於1240年，面積0.52平方公里，2001年人口136。